# In Pieces (álbum de Chloë)
In Pieces es el álbum de estudio debut en solitario de la cantante y actriz estadounidense Chlöe. Fue lanzado a través de Parkwood Entertainment y Columbia Records el 31 de marzo de 2023.

## Antecedentes
Mi hermana se fue a Londres a rodar su película durante siete u ocho meses, y fue muy duro estar sin ella. Fue entonces cuando empecé a crear mi proyecto. Encontré mi confianza: "Vale, ahora puedes hacerlo". Siempre tengo el apoyo de mi hermana, y ella siempre tendrá el mío, no importa lo que hagamos juntas o individualmente.
Chlöe hablando con la revista Billboard en 2021.

Tras ocho años publicando música con el dúo Chloe x Halle, Chlöe comenzó a grabar música para un proyecto en solitario a finales de 2019. Esto se puso en espera para que ella y su hermana pudieran centrarse en la promoción de su álbum aclamado por la crítica, Ungodly Hour (2020).
En enero de 2021, las hermanas crearon cuentas de Instagram separadas después de haber compartido una durante nueve años bajo el nombre de Chloe x Halle. Halle estuvo alejada de Chlöe muchos meses durante este tiempo, rodando en el extranjero la La Sirenita adaptación en acción real de La Sirenita tras conseguir el papel protagonista. Este fue uno de los periodos más largos que habían estado separadas. Chlöe empezó a crear música por su cuenta como forma de terapia. Empezó a grabar con la impresión de que formaría parte del tercer álbum de Chloe x Halle, pero la música acabó convirtiéndose en la base de un proyecto en solitario.
En agosto de 2021, Chlöe declaró a Billboard que el álbum estaba "terminado al 90%". Entonces reveló que había estado trabajando en su álbum debut durante la pandemia y que llevaría su propio título. Luego, en marzo de 2022, anunció a través de Twitter que el álbum estaba completo. El 16 de marzo, reveló el arte de la portada del álbum, que es una recreación de una muñeca de porcelana que sostiene su corazón en la mano y que Bailey había visto 3 años antes.

## Promoción
El 24 de enero, la cantante anunció su próximo álbum debut con un breve vídeo teaser, en el que adelantaba la canción "Heart on My Sleeve". En el vídeo, Chlöe lleva "un elegante vestido de cuero rojo, que actúa como una balanza mientras sostiene un corazón humano en un brazo y una esfera en el otro. " Chlöe había elegido originalmente que el álbum llevara su propio título, pero cambió el nombre a In Pieces porque la música había "cambiado y se sentía más vulnerable y cruda. " El álbum salió a la venta el 31 de marzo de 2023, con la fecha de lanzamiento anunciada oficialmente con otro vídeo teaser, que adelantaba otro fragmento de "Heart on My Sleeve".
En declaraciones a Complex en enero, dijo que "cada una de las canciones de [el] proyecto surge de mis propias experiencias" y que los fans podían esperar "emocionantes características y colaboraciones". "
El 21 de febrero de 2023, Beats Electronics lanzó un anuncio para una colección de colores de los Beats Fit Pro, estrenando una de las próximas canciones del álbum de Chlöe "Body Do". El 28 de marzo de 2023, Chlöe interpretó el tema inédito "Cheat Back" en Jimmy Kimmel Live!.

### Sencillos
Entre septiembre de 2021 y octubre de 2022, Chlöe lanzó cuatro sencillos destinados a su álbum debut: "Have Mercy", "Treat Me", "Surprise", y "For the Night". Estas fueron anunciadas como descartadas del álbum tras el lanzamiento de "Pray It Away", el nuevo sencillo principal del álbum. Más tarde explicó que el álbum había evolucionado más allá del sonido de los sencillos anteriores.
Tras el reciente anuncio de su álbum, se burló de un próximo sencillo a través de las redes sociales. El sencillo principal "Pray It Away" fue lanzado el 27 de enero de 2023, junto con un video musical. La canción está coproducida por la propia artista, ThankGod4Cody, ECassshh, Pitt Tha Kid y Puredandy. El vídeo musical está dirigido por Madeline Kate Kann. El segundo sencillo "How Does It Feel", con Chris Brown, fue lanzado el 24 de febrero de 2023, junto con un vídeo musical que lo acompañaba. La canción "Body Do" fue lanzada el 24 de marzo de 2023, exactamente una semana antes del lanzamiento del álbum como sencillo promocional para los fans. La canción principal se publicó dos días antes del álbum, el 29 de marzo de 2023, con un vídeo musical.
El 31 de marzo, "Cheatback" con Future se lanzó como cuarto sencillo del álbum, junto con un vídeo musical.

## Gira

### Antecedentes
El 28 de febrero de 2023, Chlöe apareció en las redes sociales para anunciar que estaría de gira por Norteamérica durante la primavera de 2023. El In Pieces Tour será su primera gira como artista en solitario, con conciertos en 11 ciudades de Estados Unidos y Canadá. Está previsto que la gira comience en el Riviera Theatre de Chicago, Illinois el 11 de abril, y que la última fecha de la gira se celebre en The Novo de Los Ángeles, California el 3 de mayo. Las entradas para las fechas norteamericanas salieron a la venta el 3 de marzo a través de Ticketmaster.
| Fecha               | Ciudad        | País           | Lugar                     |
| ------------------- | ------------- | -------------- | ------------------------- |
| 11 de abril de 2023 | Chicago       | Estados Unidos | Riviera Theatre           |
| 13 de abril de 2023 | Detroit       | Estados Unidos | The Fillmore Detroit      |
| 17 de abril de 2023 | Boston        | Estados Unidos | House of Blues            |
| 18 de abril de 2023 | Philadelphia  | Estados Unidos | The Fillmore Philadelphia |
| 20 de abril de 2023 | New York City | Estados Unidos | Terminal 5                |
| 21 de abril de 2023 | New York City | Estados Unidos | Brooklyn Steel            |
| 23 de abril de 2023 | Atlanta       | Estados Unidos | The Eastern               |
| 25 de abril de 2023 | Houston       | Estados Unidos | House of Blues Houston    |
| 26 de abril de 2023 | Dallas        | Estados Unidos | House of Blues Dallas     |
| 30 de abril de 2023 | Sacramento    | Estados Unidos | Discovery Park            |
| 3 de mayo de 2023   | Los Angeles   | Estados Unidos | The Novo                  |

### Repertorio
Este repertorio es del show de Chicago del 11 de abril de 2023. No representa todas las canciones interpretadas durante la gira. 
1. "Someone's Calling (Chlöe)"
2. "Pray It Away"
3. "Have Mercy"
4. "Looze U"
5. "Told Ya"
6. "One Minute Man" (cover de Missy Elliott)
7. "Feel Me Cry"
8. "Body Do"
9. "I Don't Mind"
10. "How Does It Feel"
11. "Worried"
12. "Heart on My Sleeve"
13. "Make It Look Easy"
14. "I'll Kill You"
15. "Cheatback"
16. "In Pieces"
17. "For the Night"

Encore
1. "Treat Me"

## Recepción Crítica
En Metacritic, que asigna una normalizada puntuación sobre 100 a las críticas de publicaciones profesionales, In Pieces recibió una promedio puntuación de 62, basada en ocho críticas, lo que indica "críticas generalmente favorables". Mosi Reeves de Rolling Stone describió el álbum como "una escucha fascinante aunque desigual", añadiendo que Chlöe "ha elegido un sonido que refleja más a sus contemporáneos: cáusticamente consciente de sí misma y escéptica hacia las relaciones sexuales, pero animada por su talento para componer canciones y sus interpretaciones vocales. [...] Hay que reconocerle el mérito de intentar convertir sus dolores de crecimiento en un arte espinoso y a veces agradable, aunque las Piezas no siempre estén a la altura del esfuerzo general. " En una crítica positiva, Shahzaib Hussain, de Clash, consideró que Chlöe tendía un puente entre "la oración y el melodrama pop" y calificó In Pieces de "sólida introducción" a su "obra de R&B-pop; un proyecto crossover ansioso, angustiado y de ritmo frenético."
Sophie Williams, de NME, en una crítica mixta, destacó la "salvaje innovación R&B" de la producción de In Pieces, pero consideró que estaba "defraudado por los pasos en falso". Explica que, a veces, el álbum se presenta como una "versión fragmentada" del talento de Chlöe para componer y producir canciones, y escribe que, aunque sus temas contienen a menudo "destellos de brillantez", hacen poco por "animar el ambiente" del álbum. Haciéndose eco de las declaraciones de Williams, Heven Haile de Pitchfork opinó que la "composición genérica y los rasgos sin química" del álbum no respaldaban la reputación de Chlöe como "talento generacional". En su opinión, los interludios "cargados de emoción" y "conversacionales" estaban fuera de lugar entre los "temas redundantes y la composición en línea que entumece la mente". Es como un "elige tu propia aventura" con sólo dos finales: Hay un hombre bueno para nada en su vida que no deja de traicionarla, así que, ¿a) se lo dará a Dios o b) le sacudirá el culo y le enseñará lo que se está perdiendo?". Haile, sin embargo, alabó el "coqueto y alegre" single "Body Do", describiéndolo como un "tema de baile con falsetes etéreos" y una "convincente presentación de Chlöe como estrella del pop".

## Rendimiento comercial
In Pieces debutó en el número 119 de la lista Billboard 200.

## Lista de Canciones
| In Pieces track listing |                                      |                 |          |  |
| N.º                     | Título                               | Producer(s)     | Duración |  |
| 1.                      | «Someone's Calling (Chlöe)»          | Chlöe           | 1:01     |  |
| 2.                      | «Pray It Away»                       | Chlöe           | 2:36     |  |
| 3.                      | «Body Do»                            | Chlöe           | 2:22     |  |
| 4.                      | «I Don't Mind»                       | P2J             | 2:57     |  |
| 5.                      | «Worried»                            | Metro Boomin    | 2:47     |  |
| 6.                      | «Fallin 4 U»                         | Scott Bridgeway | 0:52     |  |
| 7.                      | «How Does It Feel» (con Chris Brown) | Hitmaka         | 2:47     |  |
| 8.                      | «Feel Me Cry»                        | Ho              | 3:29     |  |
| 9.                      | «Make It Look Easy»                  | UpNorth         | 2:57     |  |
| 10.                     | «Looze U»                            | The-Dream       | 3:57     |  |
| 11.                     | «Told Ya» (con Missy Elliott)        | Chlöe           | 3:24     |  |
| 12.                     | «Cheatback» (con Future)             | Chlöe           | 3:45     |  |
| 13.                     | «Heart on My Sleeve»                 | Chlöe           | 0:57     |  |
| 14.                     | «In Pieces»                          | Ekko            | 3:59     |  |
| 37:20                   |                                      |                 |          |  |

## Créditos y Personal
Músicos
- Chlöe - voz principal (todas las pistas), coro (pista 2)
- Claudia Cunningham - coro (2, 8, 9)
- Coro del Servicio Dominical|Dwanna Orange]] - coro (2, 8, 9)
- Jenelle Dunkley - coro (2, 8, 9)
- Princesa Fortier - coro (2, 8, 9)
- Princesa Jones - coro (2, 8, 9)
- Derek Dixie - coro (2, 9)
- Jordan Shores - coro (2, 9)
- LaMarcus Eldridge - coro (2, 9)
- Michael Adkins - coro (2, 9)
- Gabrielle Davis - coros (3)
- Shermay Barnes - coros (4)
- Gabrielle Garo - flauta, saxofón (4, 8, 11)
- Arnetta Johnson - trompeta (4, 8, 11)
- Oliver Taylor - trompeta (4, 8, 11)
- Ken Lewis (músico)|Ken Lewis]] - guitarra (7)
- Adrienne Woods - cuerdas (9)
- Bianca McClure - cuerdas (9)
- Chelsea Gwizdala - cuerdas (9)
- Marta Honer - cuerdas (9)
- Rhea Hosanny - cuerdas (9)
- Stephanie Matthews - cuerdas (9)

Técnicos
{Columna
- Colin Leonard - masterización
- Chris Godbey - mezcla (1-6, 8-14), ingeniería (1, 8, 10, 13)
- Ethan Stevens - mezcla, ingeniería (5)
- Jaycen Joshua]] - mezcla (7)
- Shawn "Source" Jarrett - mezcla, ingeniería (7)
- Simone Torres - ingeniería
- James Krausse - ingeniería (1)
- Lester Mendoza - ingeniería (2, 4, 8, 9, 11)
- David "Pac" Urresta - ingeniería (3, 6, 10)
- Patrizio "Teezio" Pigliapoco - ingeniería (7)
- Brandon Harding - ingeniería (10)
- Missy Elliott - ingeniería (11)
- Natalie D'Orlando - ingeniería (11)
- Vladimir Castor - ingeniería (11)
- Chlöe - ingeniería (12, 13); producción vocal, producción ejecutiva (todos los temas)
- Rob Moreno - asistencia de ingeniería (1-4, 6-14)
- Ryan Prieur - asistencia de ingeniería (1, 3-6, 8-12, 14)
- Jules Everson - asistencia de ingeniería (2, 8, 9, 11)
- Patrick Gardner - asistencia de ingeniería (3, 9)
- Jeremy Dilli - asistencia de ingeniería (4, 10)
- Jonathan López García - asistencia de ingeniería (14)

## Charts
| Chart (2023)                                 | Peak position |
| -------------------------------------------- | ------------- |
| Reino Unido (UK Album Downloads)             | 59            |
| Estados Unidos US Billboard 200              | 119           |
| Estados Unidos US Top R&B Albums (Billboard) | 17            |

## Historial de Lanzamientos
| Región | Fecha               | Formato(s)       | Edición  | Discográfica | Ref.   |
| ------ | ------------------- | ---------------- | -------- | ------------ | ------ |
| Varios | 31 de marzo de 2023 | Descarga digital | Standard | Parkwood     | [ 41 ] |